# Füvön élő zsákosmoly
A füvön élő zsákosmoly (Coleophora ornatipennella) a valódi lepkék (Glossata) alrendjébe tartozó zsákhordó molyfélék (Coleophoridae) családjába tartozó 182, hazánkban is honos faj egyike.

## Elterjedése, élőhelye
Európában és Kis-Ázsiában honos faj, hazánkban mindenfelé megtalálható.

## Megjelenése
Szárnyait sárga alapon sötétszürke harántcsíkok élénkítik. A szárny fesztávolsága 18–24 mm.

## Életmódja
Életciklusa valószínűleg kétéves. A lepkék nappal repülnek, hosszú időn át (májustól augusztusig), és különféle lágyszárúakon táplálkoznak. A polifág hernyók a gyepszintben élnek, fiatal korukban árvacsalánféléken (Labiatae), majd idősebb korukban pázsitfűfélékre (Gramineae) térnek át.

## Külső hivatkozások
- Mészáros Zoltán – Szabóky Csaba: A magyarországi molylepkék gyakorlati albuma. Budapest: Agroinform. 2005.  arch Hozzáférés: 2018. április 6. (PDF)